# Stadtbefestigung Bruck an der Leitha

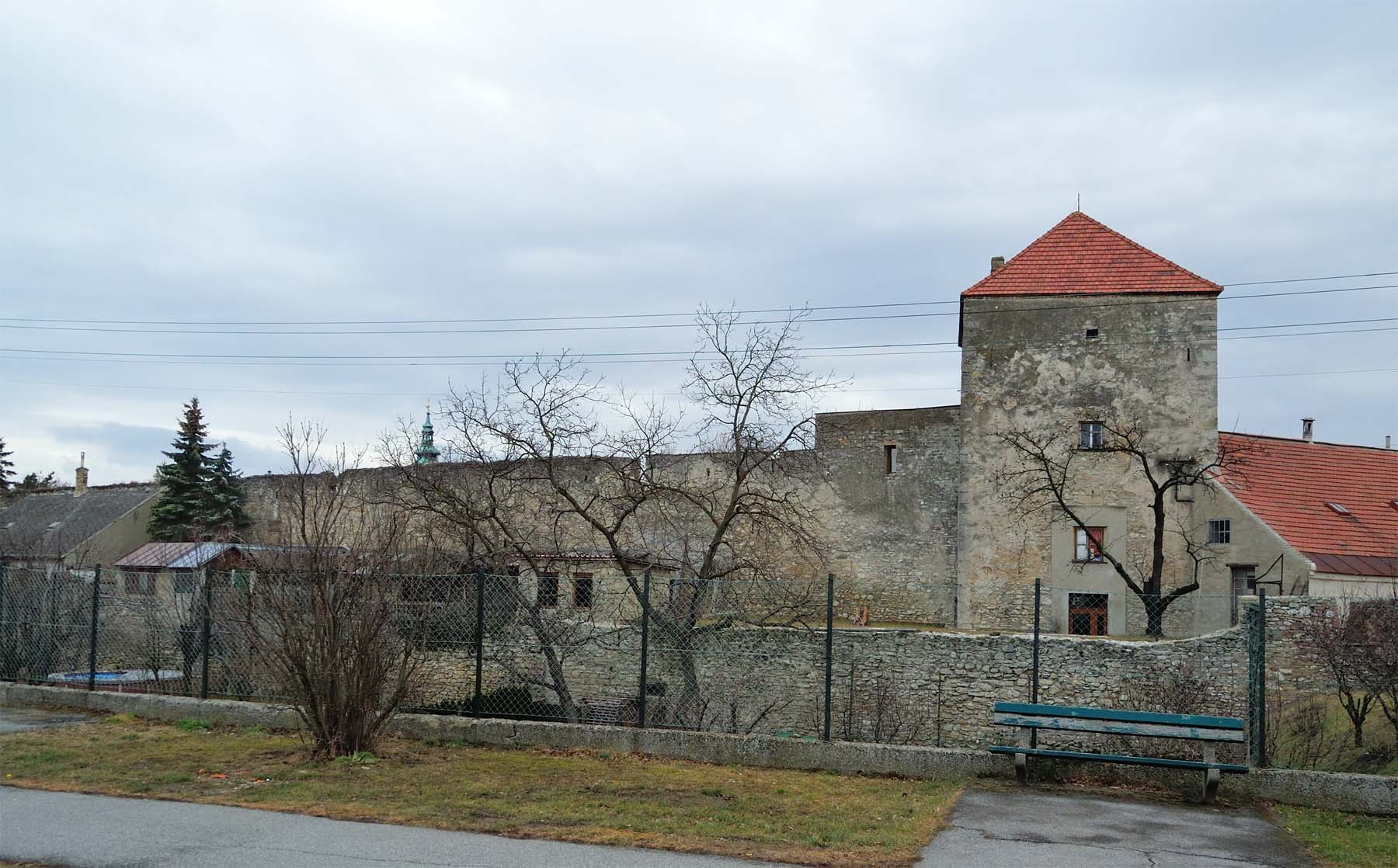
Stadtbefestigung

Die Stadtbefestigung Bruck an der Leitha befindet sich in der Stadtgemeinde Bruck an der Leitha in Niederösterreich. Die Stadtbefestigung aus Bruchsteinmauerwerk steht unter Denkmalschutz (Listeneintrag).

## Geschichte
Die weit und gut erhaltene Stadtbefestigung entstand im zweiten Viertel des 13. Jahrhunderts und wurde im 15. Jahrhundert (1481) und im 16. Jahrhundert verstärkt.
Die vier ehemaligen Stadttore wurden im 19. Jahrhundert abgetragen, um 1820 das Ungartor bei der Burgenlandstraße Nr. 22, im Jahr 1850 das Kirchentor bei der Kirchengasse Nr. 22, im Jahr 1885 das Wienertor bei der Wiener Gasse Nr. 11 und 1891 das Hainburgertor bei der Hainburger Straße Nr. 8. Im Jahr 1888 erfolgte ein Durchbruch durch die Stadtmauer in der Verlängerung der Schulgasse für die Verbindung zum Lokalbahnhof.

## Beschreibung
Die Stadtmauer mit Türmen und verstärkenden Schalentürmen ist annähernd 8 m hoch. Die innere Ringmauer hat einen Wehrgang, Schlitz- und Schlüsselscharten und Zinnen. Die äußere Zwingermauer ist ca. 4 m hoch und hatte einen vorgelagerten und teils erhaltenen Stadtgraben, wo es davor ehemalige Vorwerke und Bastionen aus dem 16. und 17. Jahrhundert gab.
- Der Wienerturm ist ein etwas in die Straße vortretender ehemaliger Flankenturm des Wienertores. Er hat eine quadratische Grundfläche und besteht aus Bruchsteinen mit Ortsteinen und trägt ein Pyramidendach. Beim Aufgang befindet sich eine Eisenplattentür aus dem 17. Jahrhundert.
- Der Ungarturm ist ein ehemaliger Flankenturm des Ungartores mit Schartenschlitzen. Seit 1973 befindet sich im Turm das 1913 gegründete Heimatmuseum mit Sammlungen zur regionalen Geschichte mit archäologischen Funden aus dem Bezirk und römischen Grab- und Inschriftsteinen aus dem Stadtgebiet.
- Der Pulverturm steht im Hof des Hauses Schubertgasse Nr. 15 an der Südwestecke der Stadtmauer. Es ist ein schräg gestellter Wehrturm unter einem neuen flachen Zeltdach. Im Obergeschoß befindet sich ein schweres gefastes Kreuzrippengewölbe mit einem reliefierten Schlussstein mit einer Rosette aus dem zweiten Viertel des 13. Jahrhunderts.
- Es gibt einen Turm im Süden der Stadtmauer.
- Es gibt ehemalige Schalentürme bei der Kammerhofgasse Nr. 18, bei der Tegethoffgasse Nr. 8, Kochgasse Nr. 9, Raaber Gasse Nr. 18 und bei der Hainburger Straße Nr. 15. Bei der Schulgasse Nr. 14 befindet sich nach Westen zugespitzt ein Schalenturm mit einem spätgotischen Wehrerker als sogenannte Pechnase auf Kragsteinen aus dem 15. Jahrhundert sowie Schlüsselscharten.